# Liste der Biografien/Schmid, T
Liste der Biografien |
Portal Biografien |
T Personensuche
# |
A |
B |
C |
D |
E |
F |
G |
H |
I |
J |
K |
L |
M |
N |
O |
P |
Q |
R |
S |
T |
U |
V |
W |
X |
Y |
Z |
?
 
Sa |
Sb |
Sc |
Sd |
Se |
Sf |
Sg |
Sh |
Si |
Sj |
Sk |
Sl |
Sm |
Sn |
So |
Sp |
Sq |
Sr |
Ss |
St |
Su |
Sv |
Sw |
Sy |
Sz
 
Sca–Sce |
Sch |
Sci–Scz
 
Scha |
Schc |
Schd |
Sche |
Schg |
Schi |
Schj |
Schk |
Schl |
Schm |
Schn |
Scho |
Schp |
Schr |
Schs |
Scht |
Schu |
Schv |
Schw |
Schy
 
Schma |
Schme |
Schmi |
Schmo |
Schmu |
Schmy
 
Schmic |
Schmid |
Schmie |
Schmig |
Schmik |
Schmil |
Schmin |
Schmir |
Schmis |
Schmit
 
Schmida |
Schmidb |
Schmide |
Schmidf |
Schmidg |
Schmidh |
Schmidi |
Schmidj |
Schmidk |
Schmidl |
Schmidm |
Schmidp |
Schmidr |
Schmids |
Schmidt |
Schmid, A |
Schmid, B |
Schmid, C |
Schmid, D |
Schmid, E |
Schmid, F |
Schmid, G |
Schmid, H |
Schmid, I |
Schmid, J |
Schmid, K |
Schmid, L |
Schmid, M |
Schmid, N |
Schmid, O |
Schmid, P |
Schmid, R |
Schmid, S |
Schmid, T |
Schmid, U |
Schmid, V |
Schmid, W |
Schmid, Y
Die Liste der Biografien führt alle Personen auf, die in der deutschsprachigen Wikipedia einen Artikel haben. Dieses ist eine Teilliste mit 20 Einträgen von Personen, deren Namen mit den Buchstaben „Schmid, T“ beginnt.

## Schmid, T

### Schmid, Ta
- Schmid, Tabea (* 2003), Schweizer Handballspielerin
- Schmid, Talaya (* 1983), Schweizer Künstlerin

### Schmid, Th
- Schmid, Theo (1901–1979), Schweizer Architekt
- Schmid, Theodor (1798–1877), deutscher Klassischer Philologe und Gymnasiallehrer
- Schmid, Theodor (1859–1937), österreichischer Mathematiker
- Schmid, Thomas, Schweizer Politiker (CVP) und Agrarfunktionär
- Schmid, Thomas (* 1945), deutscher Journalist
- Schmid, Thomas (* 1950), schweizerischer Journalist und Soziologe
- Schmid, Thomas (* 1959), deutscher Segler
- Schmid, Thomas (* 1959), deutscher Kirchenmusiker
- Schmid, Thomas (* 1960), deutscher Autor
- Schmid, Thomas (* 1961), deutscher Kommunalpolitiker (CSB)
- Schmid, Thomas (* 1975), österreichischer Politiker (SPÖ)
- Schmid, Thomas (* 1975), österreichischer Spitzenbeamter und Manager
- Schmid, Thorsten (* 1971), deutscher Handballtrainer

### Schmid, Ti
- Schmid, Timo, deutscher Wirtschaftswissenschaftler

### Schmid, To
- Schmid, Tobias (* 1970), deutscher JuristTobias Schmid (* 1970)

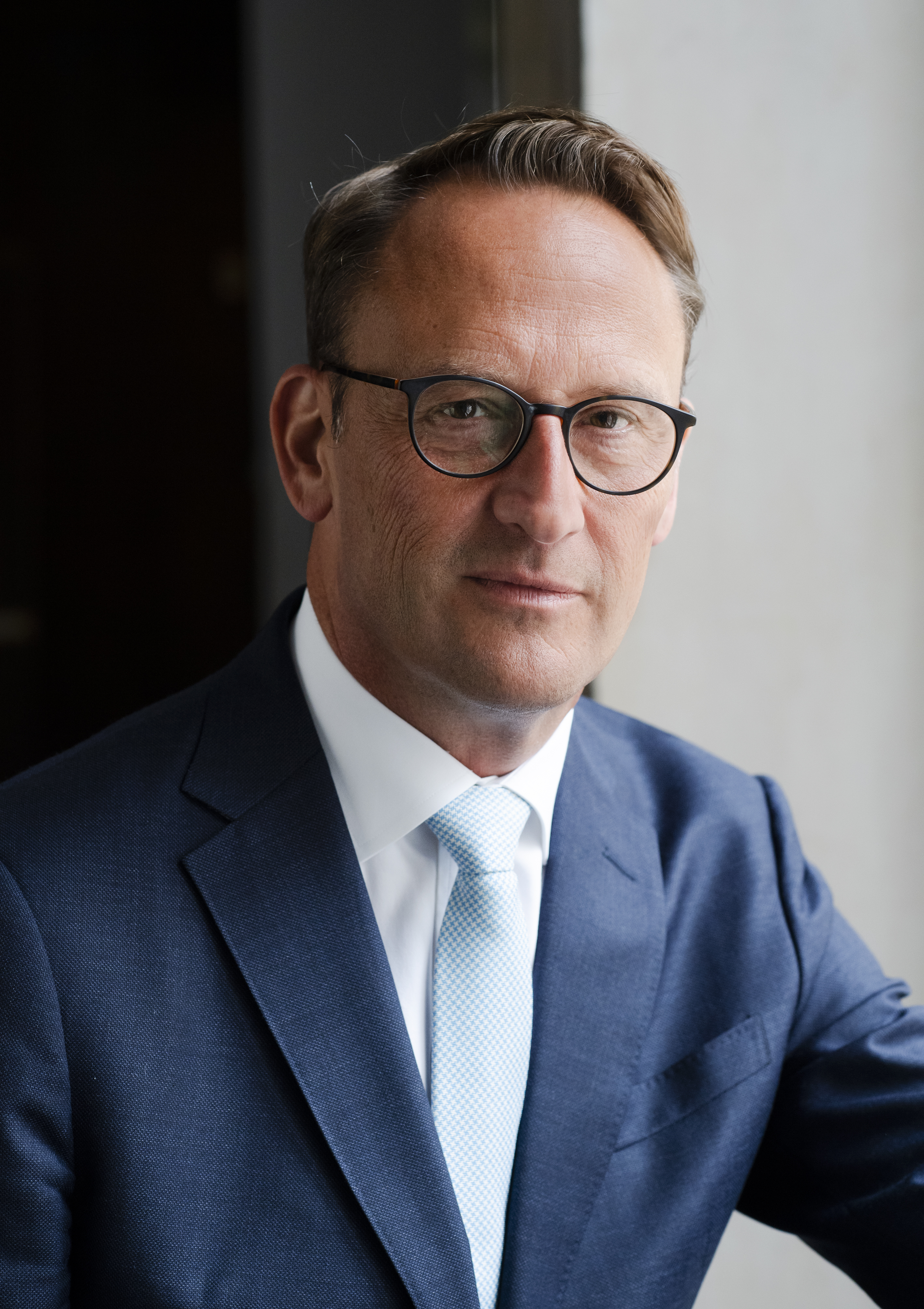
Tobias Schmid (* 1970)

- Schmid, Tommy (* 1988), Schweizer Nordischer Kombinierer
- Schmid, Tone (* 1957), deutscher Objekt- und Installationskünstler
- Schmid, Toni (1909–1932), deutscher Bergsteiger